# Allogaster unicolor
Allogaster unicolor là một loài bọ cánh cứng trong họ Cerambycidae.